# Łuszcze
Łuszcze – wieś w Polsce położona w województwie podlaskim, w powiecie hajnowskim, w gminie Czyże.
Wieś królewska w leśnictwie  bielskim w ziemi bielskiej województwa podlaskiego w 1795 roku.  W latach 1975–1998 miejscowość administracyjnie należała do województwa białostockiego.
Wieś w 2011 roku zamieszkiwało 36 osób.
Prawosławni mieszkańcy wsi należą do parafii św. Antoniego Pieczerskiego w Kuraszewie, a wierni kościoła rzymskokatolickiego do parafii Wniebowzięcia Najświętszej Maryi Panny i św. Stanisława Biskupa i Męczennika w Narwi.